# Submarino U-185
El submarino alemán U-185 fue un submarino tipo IXC/40 de la Kriegsmarine de la Alemania nazi construido para el servicio durante la Segunda Guerra Mundial.
Bajo el mando del Kapitänleutnant August Maus, tuvo cierto éxito contra los aviones aliados en la Segunda Guerra Mundial.
Establecido el 1 de julio de 1941 por DeSchiMAG AG Weser de Bremen como astillero número 1025, fue botado el 2 de marzo de 1942 y puesto en servicio el 13 de junio. No sufrió bajas hasta su hundimiento por un avión transportado por portaaviones estadounidense el 24 de agosto de 1943 en27°00′N 37°06′O / 27.000, -37.100

## Diseño
Los submarinos alemanes Tipo IXC/40 eran un poco más grandes que los Tipo IXC originales. El U-185 tenía un desplazamiento de 1.144 toneladas (1.126 toneladas largas) cuando estaba en la superficie y 1.257 toneladas (1.237 toneladas largas) mientras estaba sumergido. El submarino tenía una longitud total de 76,76 m (251 pies 10 pulgadas), una longitud de casco de presión de 58,75 m (192 pies 9 pulgadas), una manga de 6,86 m (22 pies 6 pulgadas), una altura de 9,60 m (31 pies 6 pulgadas) y un calado de 4,67 m (15 pies 4 pulgadas). El submarino estaba propulsado por dos motores diésel MAN M 9 V 40/46 sobrealimentados de cuatro tiempos y nueve cilindros .produciendo un total de 4400 caballos de fuerza métricos (3240 kW; 4340 shp) para uso en superficie, dos motores eléctricos de doble acción Siemens-Schuckert 2 GU 345/34 que producen un total de 1000 caballos de fuerza en el eje (1010 PS; 750 kW) para uso mientras sumergido. Tenía dos ejes y dos hélices de 1,92 m (6 pies ) . El barco era capaz de operar a profundidades de hasta 230 metros (750 pies).
El submarino tenía una velocidad máxima en superficie de 18,3 nudos (33,9 km/h; 21,1 mph) y una velocidad máxima sumergida de 7,3 nudos (13,5 km/h; 8,4 mph).  Cuando estaba sumergido, el barco podía operar durante 63 millas náuticas (117 km; 72 mi) a 4 nudos (7,4 km/h; 4,6 mph); cuando salió a la superficie, podría viajar 13,850 millas náuticas (25,650 km; 15,940 mi) a 10 nudos (19 km / h; 12 mph). El U-185 estaba equipado con seis tubos lanzatorpedos de 53,3 cm (21 pulgadas) (cuatro instalados en la proa y dos en la popa), 22 torpedos , un cañón naval SK C/32 de 10,5 cm (4,13 pulgadas) , 180 proyectiles y un SK C/30 de 3,7 cm (1,5 pulgadas) y un cañón antiaéreo C/30 de 2 cm (0,79 pulgadas) . El barco tenía una capacidad de cuarenta y ocho marineros.

## Historial de servicio

### Primera patrulla
El U-185 zarpó de Kiel el 27 de octubre de 1942. El 7 de diciembre hundió al carguero británico sin escolta Peter Mærsk de 5.476 TRB al oeste de las Azores . Atracó en la comuna de Lorient en la Francia ocupada el 1 de enero de 1943 después de 67 días en el mar.

### Segunda patrulla
El U-185 zarpó de Lorient el 8 de febrero de 1943. El 10 de marzo atacó el Convoy KG 123 en el Pasaje de Barlovento (entre Cuba y La Española), hundiendo el petrolero estadounidense Virginia Sinclair de 6.151 TRB y el buque Liberty James Sprunt de 7.177 TRB. El 6 de abril, el U-185 atacó el convoy de cuatro barcos GTMO-83 y hundió el barco Liberty de 7.176 TRB John Sevier . Luego navegó a Burdeos el 3 de mayo después de 85 días en el mar.

### Tercera patrulla
El 14 de junio fue atacado en el Golfo de Vizcaya por un bombardero británico Whitley de la 10 OTU (Unidad de Entrenamiento Operacional) con base en RAF St Eval en Cornualles. U-564 fue hundido, pero las defensas antiaéreas del U-185 dañaron el avión, obligándolo a amerizar. 
El 7 de julio, el U-185, frente al Cabo San Roque, Brasil, atacó el convoy BT-18, hundiendo los barcos Liberty James Robertson y Thomas Sinnickson, el petrolero de 7.061 TRB William Boyce Thompson también se hundió. Luego dañó gravemente el petrolero SB Hunt de 6.840 TRB. El 12 de julio, a unas 90 millas de Recife, Brasil, el submarino fue atacado por un bombardero B-24 Liberator del escuadrón VB-107 de la Marina de los EE. UU, pero solo sufrió daños menores. 
El barco hundió el carguero brasileño de 8.235 TRB Bagé, un rezagado del convoy TJ-2, frente a Río Real, Brasil, el 1 de agosto torpedeó y luego hundió con disparos el cargamento británico sin escolta de 7.133 TRB. nave Fort Halkett alrededor de 600 millas (965,6 km) al sureste de Natal, Brasil. El 3 de agosto, el U-185 fue atacado por un bombardero Lockheed Ventura del Escuadrón VB-107 con cargas de profundidad, hiriendo a uno de sus hombres. 

#### Hundimiento
En la mañana del 11 de agosto de 1943, el U-185 se reunió con el accidentado U-604, que había resultado gravemente dañado tras dos ataques de aviones estadounidenses y del destructor USS Moffett, pero que comenzó a trasladar provisiones, combustible y repuestos al U-185 . U-172 llegó más tarde para ayudar, pero la concentración de submarinos fue detectada por HF/DF; como resultado, los barcos emergidos fueron atacados por un PBY-4 Liberator de la Marina de los Estados Unidos, del Escuadrón VB-107. El U-172 escapó, mientras la tripulación del U-185 abrió fuego con cañones AA, derribando el avión y matando a los tres tripulantes.
Después de que el U-604 fuera hundido, el U-185 se dirigió a casa, con 100 hombres hacinados a bordo de un submarino diseñado para 54. El 16 de agosto transfirió 23 hombres al U-172 . Sin combustible, el U-185 se dirigía a una cita con U-847 al suroeste de las Azores en la mañana del 24 de agosto. El submarino fue visto por un equipo de ataque Grumman TBF-1 Avenger y Grumman F4F Wildcat del escuadrón VC-13, volando desde el portaaviones de escolta USS Core .USS Core El avión atacó con ametralladoras y cargas de profundidad, matando a los vigías del submarino y a la tripulación antiaérea y rompiendo el casco de presión, lo que permitió que el agua de mar llegara a las celdas de la batería y produjera gas de cloro tóxico. El motor diésel se incendió, produciendo más humo, y todos los sistemas eléctricos quedaron fuera de servicio, sumergiendo la embarcación en la oscuridad.
Al darse cuenta de que la situación era desesperada, Maus ordenó a todos los tripulantes que abandonaran el barco. Más de 40 hombres lograron llegar a la cubierta y saltar al mar mientras el U-185 se hundía. Solo 36 hombres fueron rescatados más tarde por el destructor USS Barker, el resto sucumbiendo a las heridas o al envenenamiento por cloro. Los 25 hombres del U-185 y los nueve sobrevivientes del U-604 pasaron los siguientes tres años como prisioneros de guerra antes de regresar a Alemania.
El 21 de septiembre de 1943, el Kapitänleutnant August Maus recibió la Cruz de Caballero de la Cruz de Hierro .

### Manadas de lobos
U-185 participó en una manada de lobos, a saber:
- Westwall (8 de noviembre - 16 de diciembre de 1942)

## Historial de incursiones
| Fecha                  | Barco                  | Nacionalidad   | Tonelaje ( TRB ) | Destino |
| ---------------------- | ---------------------- | -------------- | ---------------- | ------- |
| 7 de diciembre de 1942 | Peter Maersk           | Reino Unido    | 5,476            | hundido |
| 10 de marzo de 1943    | Virginia Sinclair      | Estados Unidos | 6,151            | hundido |
| 10 de marzo de 1943    | James Sprunt           | Estados Unidos | 7,177            | hundido |
| 6 de abril de 1943     | John Sevier            | Estados Unidos | 7,176            | hundido |
| 7 de julio de 1943     | James Robertson        | Estados Unidos | 7,176            | hundido |
| 7 de julio de 1943     | Tomas Sinnickson       | Estados Unidos | 7,176            | hundido |
| 7 de julio de 1943     | William Boyce Thompson | Estados Unidos | 7,061            | hundido |
| 7 de julio de 1943     | S.B. Hunt              | Estados Unidos | 6,840            | Dañado  |
| 1 de agosto de 1943    | Bagé                   | Brasil         | 8,235            | hundido |
| 6 de agosto de 1943    | Fort Halkett           | Reino Unido    | 7,133            | hundido |